# Jaja (città)
Jaja è una cittadina della Russia siberiana meridionale (oblast' di Kemerovo); appartiene amministrativamente al rajon Jajskij, del quale è il capoluogo.
Sorge nella parte settentrionale della oblast', sulle sponde del fiume omonimo, 277 chilometri a nord del capoluogo Kemerovo. Jaja è una fermata lungo la ferrovia Transiberiana.
Fondata nel 1897 con il nome di Žarkovka, ottenne lo status di insediamento di tipo urbano nel 1934.